# Sparkasse Rietberg
Die Sparkasse Rietberg war eine Sparkasse in Nordrhein-Westfalen mit Sitz in Rietberg. Die Sparkasse fusionierte im Jahre 2017 mit der Sparkasse Gütersloh zur Sparkasse Gütersloh-Rietberg.

## Geschäftsgebiet und Träger
Das Geschäftsgebiet der Sparkasse Rietberg umfasste die Stadt Rietberg im Kreis Gütersloh, welche auch Trägerin der Sparkasse war.